# Upeneus australiae
Upeneus australiae är en fiskart som beskrevs av Kim och Nakaya 2002. Upeneus australiae ingår i släktet Upeneus och familjen mullefiskar. Inga underarter finns listade i Catalogue of Life.